# Nisigai Naoko
Nisigai Naoko (西貝 尚子; Hepburn: Nishigai Naoko) (Japán, 1969. január 22. –) japán válogatott labdarúgó.

## Klub
A labdarúgást a Nikko Securities Dream Ladies csapatában kezdte. 1999-ben az OKI FC Winds csapatához szerződött. 1999-ben vonult vissza.

## Nemzeti válogatott
1999-ben debütált a japán válogatottban. A japán válogatott tagjaként részt vett az 1999-es világbajnokságon. A japán válogatottban 2 mérkőzést játszott.

## Statisztika
| Japán válogatott | Japán válogatott | Japán válogatott |
| Időszak          | Mérk.            | gól              |
| ---------------- | ---------------- | ---------------- |
| 1999             | 2                | 0                |
| Összesen         | 2                | 0                |

## Sikerei, díjai
Klub
- Japán bajnokság: 1996, 1997, 1998

Egyéni
- Az év Japán csapatában: 1999